# NGC 3542
NGC 3542 est une galaxie spirale barrée relativement éloignée et située dans la constellation de la Grande Ourse. NGC 3542 a été découverte par l'astronome français Édouard Stephan en 1884.

## Caractéristiques

### Distance
Sa vitesse par rapport au fond diffus cosmologique est de 9 329 ± 19 km/s, ce qui correspond à une distance de Hubble de 137,6 ± 9,6 Mpc (∼449 millions d'al).

### Radiogalaxie
Selon la base de données Simbad, NGC 3542 est une radiogalaxie.